# Virginia Felipe Saelices
Virginia Felipe Saelices (Toledo, 31 de mayo de 1981) es la primera mujer en España y la segunda en el mundo ─casos documentados─ que ha sido madre (2004 y 2008) con  Atrofia Muscular Espinal tipo 2.

## Labores de sensibilización
Además de dar conferencias y compartir su testimonio de superación en España y el extranjero,
 ha realizado actividades en colegios para fomentar desde la infancia el respeto a la diferencia y la  Educación Inclusiva, ha participado en programas y campañas de varias cadenas de televisión sobre  Enfermedades Poco Frecuentes
 y como modelo en desfiles de moda (con diseños de Adolfo Domínguez, Amaya Arzuaga y Marta Espín) y ropa adaptada (con diseños de Marta Espín) para sensibilizar a los diseñadores.

## Cargos desempeñados
- Miembro del Comité de Apoyo del CERMI para el seguimiento en España de la Convención Internacional sobre los Derechos de las Personas con Discapacidad. Desde el 1 de febrero de 2016.[9]

- Senadora en las Cortes Generales por designación de las Cortes de Castilla-La Mancha. Del 15 de octubre de 2015[10] al 1 de julio de 2019 (renuncia).

El 13 de enero de 2016, en la Sesión Constitutiva de la  XI Legislatura del  Senado, celebrada en el Salón de Sesiones de la Cámara alta, acata la  Constitución y promete que no volverá a prestar juramento como representante del pueblo en una sala con barreras.
El 20 de enero de 2016, la Mesa del Senado aprueba autorizar a la Secretaría General poner los medios y recursos necesarios para la adaptación de la Cámara, con la finalidad de que sea totalmente accesible.
El 12 de julio de 2016, cumpliendo su promesa, acata la Constitución en la sala accesible de la Notaría de Villacañas en lugar de hacerlo en el Salón de Sesiones del Senado el 19 de julio durante la Sesión Constitutiva de la  XII Legislatura.
- Coordinadora en Castilla-La Mancha de la Federación Española de Enfermedades Raras (FEDER). De enero de 2014 a abril de 2015.

- Colaboradora y Embajadora de la  Fundación Isabel Gemio para la Investigación de  Distrofias Musculares y otras Enfermedades Raras. De diciembre de 2007 a marzo de 2014.[14]

## Reconocimientos
- Reconocimiento a Trayectoria Vital. CLM Inclusiva COCEMFE. III Gala Regional "CAPACES". Fábrica de Harinas de Albacete, 12 de junio de 2025.[15]

- Premio cermi.es 2019 en la categoría “Fundación CERMI Mujeres - Acción en Beneficio de las Mujeres y Niñas con Discapacidad”. CERMI. Madrid, 11 de diciembre de 2019.[16]

- Senadora del Año. Asociación de Periodistas Parlamentarios. Madrid, 13 de diciembre de 2016.[17]

- Diploma de Mérito al Servicio de la Inclusión Social, por el trabajo realizado en favor de la Diferencia y de la Igualdad de Derechos de las Personas con Necesidades Especiales. Asociación “Casa do Chapim”. Amadora (Lisboa, Portugal), 25 de abril de 2015.[18]

- Reconocimiento al Esfuerzo de Superación. Consejería de Sanidad y Asuntos Sociales de Castilla‑La Mancha. Campaña “Todos Suman CLM”. Toledo, 3 de marzo de 2015.[19]

- Reconocimiento por la Contribución a la Igualdad de Oportunidades.  Junta de Comunidades de Castilla-La Mancha. Acto Institucional con motivo del Día Internacional de la Mujer. Manzanares (Ciudad Real), 5 de marzo de 2008.[20]